# Lagorchestes
Lagorchestes é um gênero marsupial da família Macropodidae.

## Espécies
- †Lagorchestes asomatus Finlayson, 1943
- Lagorchestes conspicillatus Gould, 1842
- Lagorchestes hirsutus Gould, 1844
- †Lagorchestes leporides (Gould, 1841)